# Helmut Schmuck
Helmut Schmuck (* 7. April 1963 in  Sankt Martin bei Lofer) ist ein österreichischer Marathon- und Bergläufer. Er ist Olympionike (1992), zweifacher Welt- (1992, 1994) und Europameister im Berglauf (1995, 1997) sowie mehrfacher österreichischer Meister (22×).

## Werdegang
1988 wurde Schmuck Zweiter beim Vienna City Marathon in 2:17:50 h und 1990 wurde er hier als bester Österreicher in 2:13:17 h Dritter.
Helmut Schmuck startete 1992 in Barcelona bei den Olympischen Sommerspielen im Marathon, wo er den 47. Rang belegte.
1993 wurde er in Pinkafeld österreichischer Meister Marathon.
Im Berglauf gewann er 1993 und 1994 den Schlickeralmlauf.
1997 konnte er die Erstaustragung des WMRA World Cup (damals noch als „Alpine Grand Prix“) für sich entscheiden sowie den Hochfellnberglauf (8,9 km mit 1074 hm) gewinnen.
Im Juli 2003 erklärte der 40-Jährige nach dem Gewinn der Silbermedaille bei der Berglauf-Europameisterschaft in Trento seine aktive Zeit für beendet.
Er leitete 2011 das österreichische Nationalteam im Berglauf (Kader 2011: Andrea Mayr, Karin Freitag, Sabine Reiner, Alexander Rieder, Simon Lechleitner, Peter Pripfl, Markus Hohenwarter).